# Cristo davanti a Pilato (Pontormo)

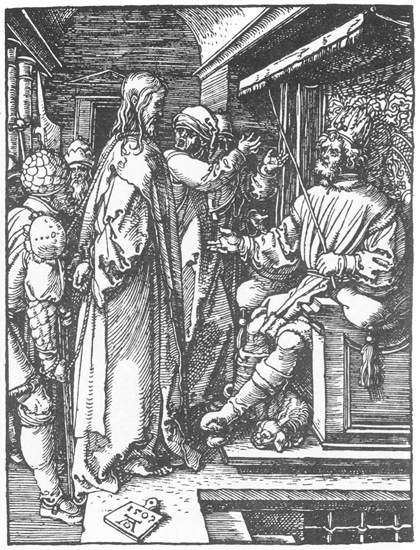
Dürer, Cristo davanti a Erode, 1511

Cristo davanti a Pilato è un affresco staccato (300×292 cm) di Pontormo, databile al 1523-1525 circa e conservato nella Certosa del Galluzzo presso Firenze. Con le altre quattro lunette del ciclo delle Storie della Passione decorava il chiostro della Certosa; oggi sono tutte staccate e conservate in un ambiente chiuso del monastero.

## Storia
Nel 1523, per sfuggire a un focolaio di peste, Pontormo se ne andò da Firenze approdando, accompagnato dal solo allievo prediletto Bronzino, alla Certosa (circa 6 km dal centro cittadino), dove venne accolto dai monaci, lavorando per loro fino al 1527.
Il primo compito che gli venne affidato fu quello di affrescare alcune lunette del chiostro con scene della Passione di Cristo, in tutto cinque. Le opere, ispirate in maniera più o meno diretta alle xilografie della Piccola Passione di Dürer, vennero criticate da Vasari, che gli rimproverò di aver abbracciato la "maniera tedesca", vista particolarmente di cattivo occhio nella piena controriforma (periodo in cui scriveva lo storico aretino), quale veicolo di idee luterane.
Le lunette, molto danneggiate dall'esposizione all'aperto, vennero staccate nel Novecento e ricoverate all'interno del monastero, in una sala del cosiddetto "palazzo Acciaiuoli". 

## Descrizione e stile
La lunetta di Cristo davanti a Pilato mostra l'evidente caduta di pigmenti scuri che rendevano, ad esempio, gli effetti metallici delle armature dei soldati e che oggi sono chiare, come l'arriccio sottostante. 
Al centro si vede Gesù, col capo umilmente chino e l'addome leggermente piegato in avanti, mentre ascolta con rassegnazione le accuse mossegli dai diversi personaggi in cerchio attorno a lui: a sinistra Pilato con due consiglieri, al centro e a destra gli anziani del popolo e i sommi sacerdoti col cappello appuntito che nel Cinquecento erano obbligati a indossare gli ebrei, a destra e in basso dei soldati. Particolarmente originali appaiono le figure dei due soldati di spalle, che emergono fino al busto, come se stessero su una gradinata che non si vede. Il tema della gradinata domina dopotutto lo sfondo, con una terrazza sopraelevata da cui sta scendendo un servitore, con in mano il bacile e la brocca con cui lavarsi le mani, mentre altri due personaggi stanno appoggiati alla balaustra. Questi spettatori e aperture architettoniche dall'impostazione teatrale prendevano esempio da rappresentazioni fiorentine del primo Cinquecento, come l'Annunciazione di San Gallo o il Cenacolo di Andrea del Sarto.
La composizione è simmetrica, ma mossa dalle linee ondulate dei panneggi e dai vari gesti dei personaggi. L'effetto è quello di un gusto lineare molto variato, unito a una riduzione della profondità spaziale, come era avvenuto pochi anni prima anche nella lunetta di Vertumno e Pomona nella villa di Poggio a Caiano. I colori sono generalmente tenui e in tinte insolite e ricercate, stesi preferibilmente in ampie campiture. 
In generale le influenze nordiche si manifestano nei profili allungati e nell'abbigliamento dei personaggi, nonché nel senso drammatico degli eventi: grazie a tali ricerche l'artista scioglieva tutti i legami con la tradizione fiorentina, arrivando a una nuova e liberissima sintesi formale.